# Carl Friedrich Gröger
Carl Friedrich Gröger (* 12. Juni 1823 in Krotendorf bei Jägerndorf, Österreichisch-Schlesien; † 9. Mai 1876 in Wien) war ein österreichischer Stadtbaumeister.

## Leben
Carl Friedrich Gröger war der Sohn eines Bauern aus Österreichisch-Schlesien. Er erhielt zunächst eine praktische Ausbildung bei einem Baumeister oder Maurer und kam spätestens 1849 nach Wien, wo er die Akademie der bilden Künste bei August Sicard von Sicardsburg und Eduard van der Nüll ein Jahr lang besuchte. Für die folgenden Jahre fehlen Nachrichten über sein Leben; möglicherweise war er in den 1850er Jahren in Ungarn tätig, da sein Sohn Theodor 1856 dort geboren wurde. 1861 erlangte Gröger die Baumeisterkonzession und wurde Mitglied in der Bau- und Steinmetzmeister-Genossenschaft. Außerdem wird er 1866 als Mitglied des Österreichischen Ingenieur- und Architektenvereins genannt. Gröger war verheiratet und hatte zwei Kinder. Er starb bereits im Alter von 53 Jahren und wurde auf dem Pötzleinsdorfer Friedhof bestattet.

## Wirken
Von Carl Friedrich Gröger sind nicht sehr zahlreiche Bauten bekannt. Er errichtete in den 1860er und 1870er Jahren einige qualitätvolle Miethäuser im Stil des frühen Historismus. Neben Gebäuden nach eigenen Entwürfen arbeitete er auch als ausführender Baumeister, etwa für Carl Tietz.
- Miethaus, Rüdigergasse 7, Wien 5 (1862)
- ehem. Palais Erzherzog Carl Ludwig, Favoritenstraße 7, Wien 4 (1864), Adaptierungen am Gassentrakt und Erbauung eines Stallgebäudes; 1872–1873 von Heinrich von Ferstel Umbau und Neugestaltung; nicht erhalten
- Miethaus, Ungargasse 26, Wien 3 (1867)
- Miethaus, Nibelungengasse 13, Wien 1 (1869–1870)
- Miethaus, Nibelungengasse 11 / Eschenbachgasse 10, Wien 1 (1870)
- Miethaus, Kaunitzgasse 3–5 / Eggerthgasse 11, Wien 6 (1874)
- Miethaus, Ziegelofengasse 25, Wien 5 (1874)
- Miethaus, Zentagasse 24, Wien 5 (1875)